# 佐々木靖之
佐々木 靖之（ささき やすゆき、1980年 - ）は、日本の撮影監督である。

## 来歴
宮城県出身。東京芸術大学映像研究科を修了した。『ディストラクション・ベイビーズ』で第38回ヨコハマ映画祭の撮影賞を受賞した。

## フィルモグラフィー
特記のない作品は撮影を担当。

### 長編映画
- PASSION（2008年・濱口竜介監督） - 照明
- 幕末奇譚 SHINSEN5 〜剣豪降臨〜（2013年・中島良監督）
- なみのこえ 気仙沼（2013年・酒井耕/濱口竜介監督）
- なみのこえ 新地町（2013年・酒井耕/濱口竜介監督）
- うたうひと（2013年・酒井耕/濱口竜介監督）
- あえかなる部屋 内藤礼と、光たち（2015年・中村佑子監督）
- グッド・ストライプス（2015年・岨手由貴子監督）
- ディアーディアー（2015年・菊地健雄監督）
- 蜃気楼の舟（2015年・竹馬靖具監督）
- ディストラクション・ベイビーズ（2016年・真利子哲也監督）
- ふきげんな過去（2016年・前田司郎監督）
- ハローグッバイ（2016年・菊地健雄監督）
- PARKS パークス（2017年・瀬田なつき監督）
- 望郷（2017年・菊地健雄監督）
- 最低。（2017年・瀬々敬久監督）
- 馬の骨（2018年・桐生コウジ監督）
- 寝ても覚めても（2018年・濱口竜介監督）
- 体操しようよ（2018年・菊地健雄監督）
- ふたつのシルエット（2020年・竹馬靖具監督）
- ジオラマボーイ パノラマガール（2020年・瀬田なつき監督）- 撮影・照明
- あのこは貴族（2020年・岨手由貴子監督）
- 裸足で鳴らしてみせろ（2022年・工藤梨穂監督）
- さかなのこ（2022年・沖田修一監督）
- 最後の乗客 (2023年・堀江貴監督)

### オムニバス映画
- 夕映え少女「イタリアの歌」（2008年・山田咲監督）
- 桃まつり presents 真夜中の宴「granite」（2008年・大野敦子監督）
- 桃まつり presents kiss!「あとのまつり」（2009年・瀬田なつき監督）
- MIRRORLIAR FILMS Season3 「Good News,」（2022年・渡辺大知監督）

### 短編映画
- VISTA（2009年） - 監督・脚本・撮影・編集[3]
- 5windows（2012年・瀬田なつき監督）
- シミラー バット ディファレント（2013年・染谷将太監督）
- 不気味なものの肌に触れる（2013年・濱口竜介監督）
- 清澄（2015年・染谷将太監督）
- ブランク（2019年・染谷将太監督）

## 受賞
- 2017年 - 第38回ヨコハマ映画祭 撮影賞（『ディストラクション・ベイビーズ』）[2]
- 2019年 - 第40回ヨコハマ映画祭 撮影賞（『寝ても覚めても』『体操をしようよ』）